# Tiekel River
Der Tiekel River ist ein rechter Nebenfluss des Copper River im Süden des US-Bundesstaats Alaska. 

## Verlauf
Der Tiekel River entsteht in den Chugach Mountains am Zusammenfluss seiner beiden Quellflüsse Ernestine Creek und Mosquito Creek. Er fließt im Oberlauf 25 Kilometer anfangs in südwestlicher, später in südlicher Richtung. Entlang diesem Flussabschnitt folgt ihm der Richardson Highway (Alaska Route 4). An der Einmündung des von Westen kommenden Tsina River wendet sich der Tiekel River nach Osten und erreicht nach 56 Kilometern den Unterlauf des nach Süden strömenden Copper River. Der Tiekel River besitzt mehrere gletschergespeiste Zuflüsse.

## Wasserkraftwerk
Es gibt erste Planungen für einen Ausbau der Wasserkraft am Tiekel River. Dabei würde der Unterlauf des Flusses oberhalb seiner Mündung von einem etwa 180 Meter hohen Damm aufgestaut werden. Das zugehörige Wasserkraftwerk hätte eine geplante Kapazität von 350 MW.

## Freizeit
Am Richardson Highway (Meile 56) befindet sich die Tiekel River Lodge am rechten Flussufer. Der Tiekel River bietet sich für Freizeitaktivitäten wie Kajakfahren oder Rafting an.

## Quellflüsse
Der Ernestine Creek ist der 16 km lange Hauptquellfluss des Tiekel River. Er entspringt auf einer Höhe von etwa 1200 m in den Chugach Mountains nordöstlich des Tiekel River. Er fließt anfangs nach Norden. Auf seinen unteren 7 Kilometern wendet sich der Ernestine Creek in Richtung Nordnordwest und kurz vor der Einmündung des wesentlich kleineren Quellflusses Mosquito Creek nach Westen.
Der Mosquito Creek ist ein 4,3 km langer Bach. Unterhalb seiner Einmündung rechtsseitig in den Ernestine Creek heißt dieser „Tiekel River“.